# Elgersheim
Elgersheim ist eine Einöde auf der Gemarkung des Volkacher Ortsteils Fahr im unterfränkischen Landkreis Kitzingen.

## Geografische Lage
Elgersheim liegt im Westen des Volkacher Gemeindegebietes. Nördlich beginnt, durch den Main getrennt, der Landkreis Würzburg; die Gemeinde Eisenheim liegt hier Elgersheim am nächsten. Östlich befindet sich die Stadt Volkach. Südlich, ebenfalls vom Main durchflossen, liegt das Kloster Vogelsburg.
Nächstgelegene größere Städte sind Kitzingen und Schweinfurt in 15 bzw. 19 Kilometer Entfernung. Die nächste Großstadt ist das 20 Kilometer entfernte Würzburg.
Naturräumlich liegt Elgersheim im Gebiet der Volkacher Mainschleife, die als Untereinheit zum Mittleren Maintal der Mainfränkischen Platten gezählt wird. Südlich des Hofgutes entstanden im 20. Jahrhundert mehrere Baggerseen zur Kies- und Sandgewinnung, darunter der nach dem Hofgut benannte Elgersheimsee.

## Geschichte
Elgersheim wurde im 7. oder 8. Jahrhundert als Königsgut der fränkischen Herrscher gegründet. Ab dem 10. Jahrhundert hatten wechselnde Klöster und Adelsgeschlechter die Herrschaft über das Hofgut inne, bevor es im 12. Jahrhundert dem Steigerwaldkloster Ebrach zugesprochen wurde. Im Jahr 1340 erhielt das Kloster auch die Gerichtshoheit über Elgersheim. Die Mönche richteten im Hof auch einen Amtsbezirk ein.
Mit der Säkularisation wurde die Gemarkung des Gutes der Gemeinde Fahr zugesprochen, die im Landgerichtsbezirk Volkach lag. 1821 erhielt die Stadt Volkach die Gebäude und richtete in ihnen ein Altersheim ein, die Pfründner wurden von Nonnen betreut. Erst 1954 löste man die Einrichtung auf und verpachtete die Gebäude.

## Sehenswürdigkeiten
Der Elgersheimer Hof bildet den Mittelpunkt des Ortsteils. Das Hofgut präsentiert sich als zweigeschossiger Halbwalmdachbau, der aus verputztem Bruchsteinmauerwerk errichtet wurde. Es entstand in seiner heutigen Form im frühen 18. Jahrhundert. Die Nebengebäude sind dem 17. Jahrhundert zuzuordnen, ein Mauerring umgibt das Gut. 
In der unmittelbaren Umgebung sind Baggerseen zu finden. Das Naturschutzgebiet Sandgrasheiden am Elgersheimer Hof wurde im Jahr 1986 ausgewiesen.